# Kelsterbach
Kelsterbach är en stad i Landkreis Gross-Gerau i Regierungsbezirk Darmstadt i förbundslandet Hessen i Tyskland.